# San Martino (Alzano Lombardo)

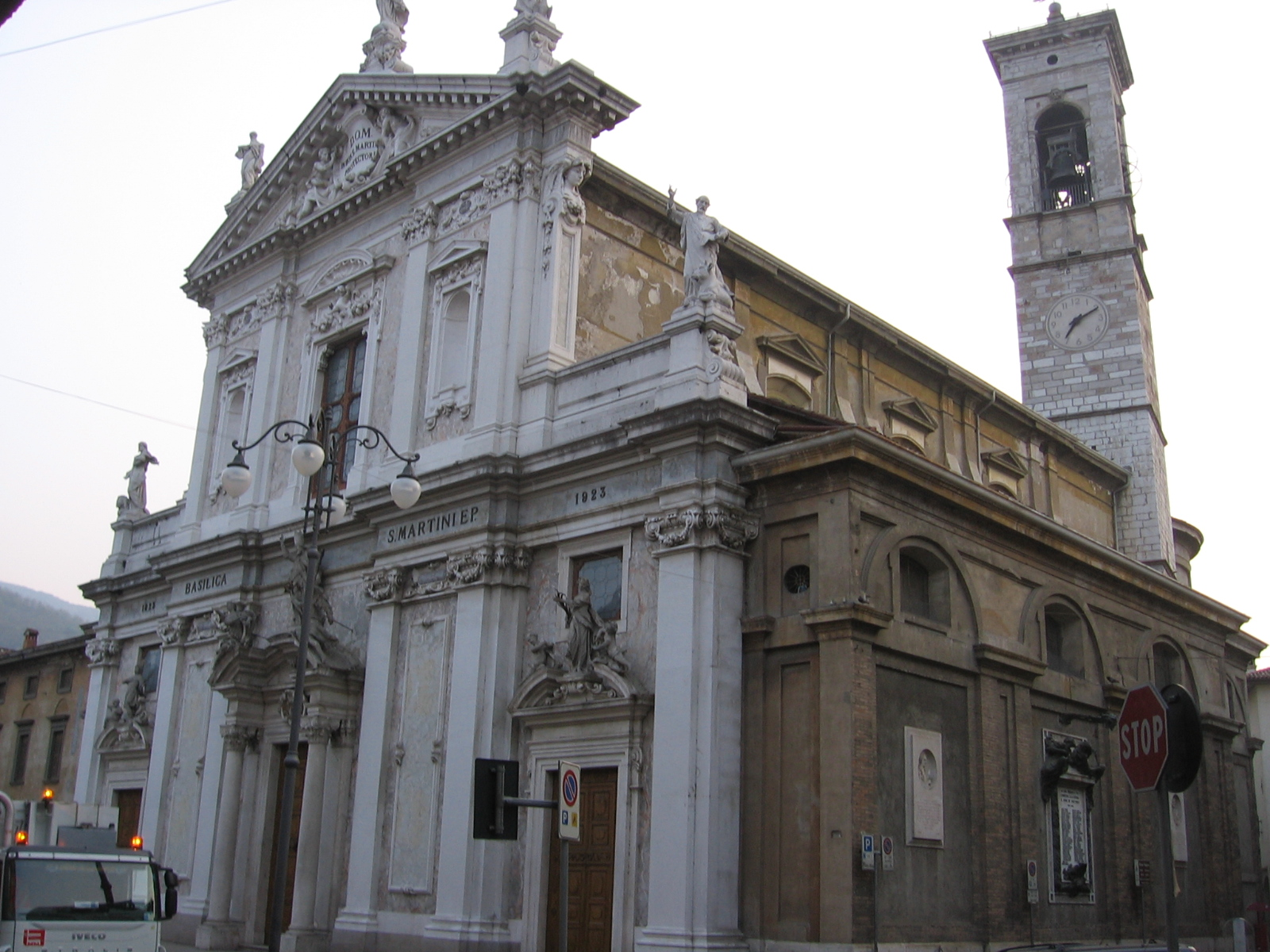
Basilika San Martino

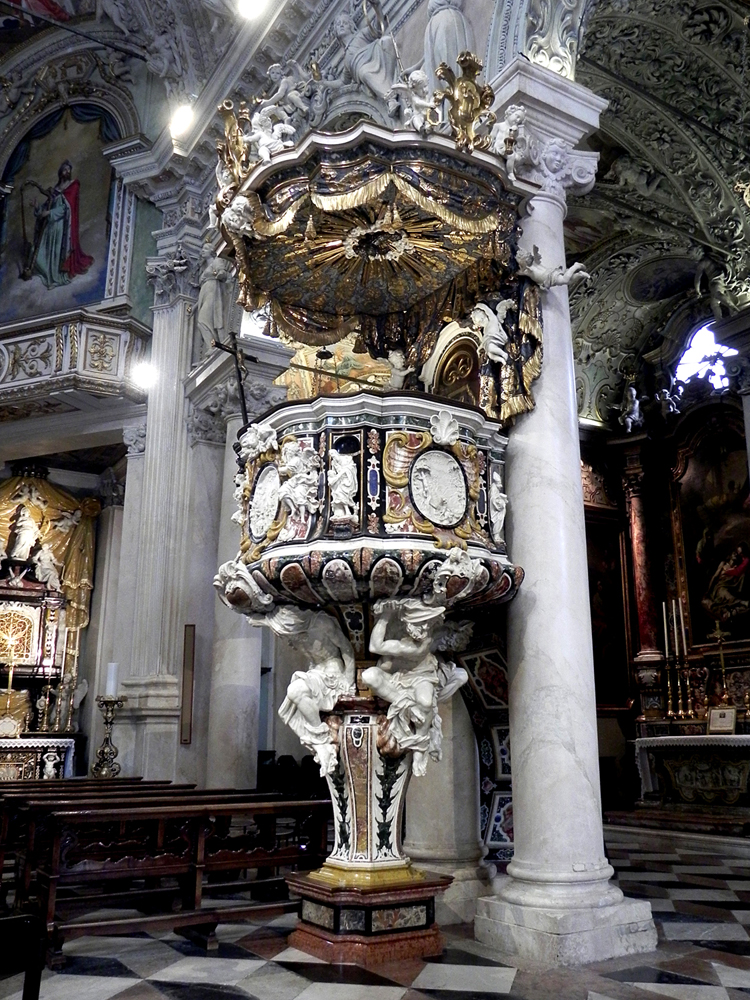
Barocke Kanzel, die von den Werkstätten von Fantoni, Caniana und Manni ausgeführt wurde.

Die Basilika San Martino ist eine Kirche in Alzano Lombardo in der Provinz Bergamo der Lombardei, Italien. Die Kirche des Bistums Bergamo ist Martin von Tours gewidmet, im August 1922 erhob Papst Pius XI. sie in den Rang einer Basilica minor. Die barocke Kirche mit reicher Ausstattung steht im historischen Zentrum auf der Piazza Italia und wurde im 17. errichtet und im 18. Jahrhundert weiter ausgestattet.

## Geschichte
Der erste Beleg für eine kleinere romanische Vorgängerkirche stammt von 1023. Im Laufe der Jahrhunderte erfolgten zahlreiche Umbauten unterzogen, darunter eine Vergrößerung im 15. Jahrhundert zusammen mit dem Bau des heute erhaltenen Glockenturms. Anfang des 17. Jahrhunderts wurde der Chor dank einer Spende des Alzanesen Bernardino Fugazza neu gebaut. In dieser Phase wurden auch die Gemälde Wunder des heiligen Martin und der heiligen Martin auf dem Bischofsstuhl von Gian Paolo Cavagna in Auftrag gegeben.
Das heutige Bauwerk stammt aus dem 17. Jahrhundert: 1656 vermachte der Kaufmann Nicolò Valle seinen Besitz dem Fabrikgut San Martino. Es wurde ein Neubau beschlossen, dessen Auftrag an Gerolamo Quadrio, Architekt am Mailänder Dom, ging, nur der neue Chor wurde beibehalten. Die Grundsteinlegung fand am 3. April 1659 statt und der Bau sollte etwa zehn Jahre dauern. Die Kirchenausstattung erfolgte bis weit in das 18. Jahrhundert.

## Beschreibung
Die dreischiffige Basilika erstreckt sich im Langhaus über fünf Joche. Das höhere und breitere Mittelschiff ist mit einem Tonnengewölbe bedeckt, das auf weißen Marmorsäulen kompositer Ordnung ruht. Die beiden Seitenschiffe wurden mit Hängekuppeln bedeckt, die von Giovanni Angelo Sala stuckiert wurden.
An den Seiten wurden acht Kapellen errichtet, die den Themen Taufe, Beichte, St. Christophorus, St. Rochus und St. Sebastian, St. Luigi Gonzaga und St. Johannes Nepomuk, der Heiligen Familie, dem Kreuz Christi und dem Rosenkranz gewidmet sind, wobei letzterer von Quadrio selbst mit Werken von Andrea Fantoni und Gian Paolo Cavagna gestaltet wurde.
Jede dieser Kapellen verfügt über einen eigenen Altar, der mit Skulpturen, Intarsien und Gemälden ausgestattet ist, unter denen die von venezianischen Künstlern wie Giovanni Battista Piazzetta (Heiliger Christophorus), Giambettino Cignaroli (Tod des Heiligen Josef) und Francesco Capella (Pfingsten und Triumph des Kreuzes) gemalten Bildtriptychen hervorstechen.
Die Kirche besitzt bedeutende Gemäldezyklen, darunter Hagar von Giovanni Carnovali, Abigail trifft David von Francesco Capella, Segnung des Jakobs von Giuseppe Diotti, Ester und Ahasveros von Giovan Battista Dell’Era, Jakob trifft Lia und Rachel von Andrea Appiani und Judith und Holofernes von Vincenzo Camuccini.
An der Kanzel im Mittelschiff wirkten leitend Giovan Battista Caniana, Andrea Fantoni für die Marmorskulpturen und Gian Giacomo Manni für die Intarsien zusammen.
Ende des 18. Jahrhunderts wurde beschlossen, den von Giacomo Martino Caniana geschaffenen Chor anzupassen. Die halbkreisförmige Apsis wurde durch eine zylindrische Apsis ersetzt und mit einer Kuppel im klassizistischen Stil abgeschlossen.

## San Martino Museum für Sakrale Kunst
Neben der Basilika befindet sich das Sakralmuseum San Martino. Das Gebäude wurde im 16. Jahrhundert als Adelspalast auf drei Stockwerken um einen kleinen inneren Platz errichtet. Nach einer Nutzung als Rathaus ab 1866 wurde es 1953 für das Museum erworben, das 1994 eingeweiht werden konnte. Es zeigt in 14 Räumen die Geschichte der Basilika.